# Getaway Car
Getaway Car è un singolo della cantante statunitense Taylor Swift, pubblicato il 7 settembre 2018 come settimo estratto dal sesto album in studio Reputation in Australia e Nuova Zelanda.

## Descrizione
Il brano è stato scritto da Taylor Swift e Jack Antonoff ed ha una durata di tre minuti e cinquantatré secondi. Musicalmente, fa parte del genere synth-pop e ricorda il precedente album 1989 della cantante.
Nel brano la cantante racconta di un triangolo amoroso che nasce in un posto raffinato per poi finire in un motel squallido, con la conclusione che "niente di buono nasce in una macchina per la fuga" ("Nothing good starts in a getaway car"). Inoltre, la Swift menziona la coppia di criminali Bonnie e Clyde nel testo.

## Accoglienza
La canzone è stata accolta positivamente dalla critica. Rob Sheffield di Rolling Stone l’ha classificata come la sesta miglior canzone della Swift. Zack Schonfeld di Newsweek ha definito la canzone "eccellente e radiosa" e ha affermato che l’hook è "massiccio, catchy ed energetico".

## Successo commerciale
La canzone ha debuttato al numero 9 della New Zealand Hot Singles e al numero 33 della Australian Digital Tracks.

## Formazione
- Taylor Swift – voce, autrice, produttrice
- Jack Antonoff – autore, produttore, programmatore, tastiere, cori, pianoforte, basso, chitarra
- Sean Hutchinson – batteria
- Victoria Parker – violini
- Phillip A. Peterson – violoncelli
- Șerban Ghenea – missaggio
- John Hanes – ingegnere del missaggio
- Randy Merrill – mastering
- Laura Sisk – registrazione